# Willigen
Pour les articles homonymes, voir Willigen (homonymie).
Willigen est un petit village de la commune de Schattenhalb, commune voisine de Meiringen dans l'Oberland bernois (Suisse). Deux sites touristiques se trouvent en proximité du bourg :
- les gorges de l'Aar
- les chutes du Reichenbach auxquelles mène un funiculaire.